# Sergio Larraín
Sergio Larraín Echeñique (Santiago, 5 de noviembre de 1931-Ovalle, 7 de febrero de 2012) fue un fotógrafo chileno, considerado como referente de la fotografía en Chile. Fue el único fotógrafo chileno y el primer latinoamericano en formar parte de la Agencia Magnum.

## Biografía
Su padre fue el arquitecto Sergio Larraín García-Moreno, decano de arquitectura y coleccionista de arte, quien gozó de gran prestigio como autor modernista y fue fundador del Museo Chileno de Arte Precolombino. A los dieciocho años viajó a Estados Unidos con el fin de estudiar ingeniería forestal en Berkeley (California), pero no le gustó y decidió estudiar fotografía por lo que se trasladó a la Universidad de Míchigan. 
Regresó a Chile en 1951 y realizó su primera exposición en Santiago en 1953. Viajó por Europa y Oriente Medio hasta 1955 para instalarse en Valparaíso. Gracias a Henri Cartier-Bresson, entró como miembro asociado en 1959 de la agencia Magnum, una de las primeras cooperativas en el mundo de la fotografía, y con pleno derecho a partir de 1961. En 1970 abandonó la agencia de un modo definitivo.

## Obras
Su primer libro publicado fue El rectángulo en la Mano en 1963, que acompañaba a una exposición que realizó en Santiago. En 1966 colaboró con sus fotos en el libro de Pablo Neruda titulado Una casa en la arena. En 1968, con motivo de otra exposición en Lausana, publicó otro libro titulado Chile; sin embargo, su libro más importante fue Valparaíso, aparecido en 1991, mientras que su último libro, London, se publicó en 1998. En 1999 realizó una exposición en el Centro Julio González del Instituto Valenciano de Arte Moderno (IVAM) y se editó un catálogo retrospectivo de su obra.
Su obra será motivo de muestras en Berlín, Londres, París y Chicago, entre otros lugares.
La obra de Larraín se encuentra en diversos museos y colecciones, como el MOMA de Nueva York o el Castillo de agua Laganne en Toulouse. 
En 1968 conoció a Óscar Ichazo y primero se trasladó a Ovalle y luego al interior, a Tulahuén, un pueblo precordillerano. De esta etapa provienen las últimas fotografías que tomó y reveló en su casa de Tulahuén, donde fue abandonando poco a poco la fotografía y profundizando en el estudio de la cultura y mística orientales —primero sigue al boliviano Óscar Ichazo y después al chileno Claudio Naranjo—, y donde vivió las últimas dos décadas de su vida, buscando la tranquilidad y el aislamiento para dedicarse por completo a pintar, meditar, enseñar yoga y escribir.
Toda esta trama de éxito, misterio y retiro, complementada con historias con tinte de leyenda y por un reconocimiento en Chile considerado siempre inferior al que su obra mereció, dieron pie a un verdadero mito en torno a su persona.
El escritor Marcelo Simonetti se basó en la vida de Larraín para escribir la novela El fotógrafo de Dios (2009). Varias décadas antes, Julio Cortázar había escrito el cuento Las babas del Diablo, basándose en una historia que Larraín le contó sobre un "acto de malas costumbres" que plasmó en una fotografía que tomó a la catedral de Notre Dame en París, pero que descubrió solo al revelarla. El relato fue el que tomó luego el cineasta Michelangelo Antonioni para rodar, en 1966, la célebre cinta Blow-up.
Sergio Larraín falleció en Ovalle el 7 de febrero de 2012 de una enfermedad coronaria.

## Exposiciones
Realizó su primera exposición en Santiago de Chile en 1953.
En 1958, expuso sus fotografías en el Museo Nacional de Bellas Artes de Santiago, junto a las pinturas de Sheila A.W. Hicks, artista norteamericana becada en Chile por la Comisión Fullbright.
En 1999 realizó una exposición en el Centro Julio González del Instituto Valenciano de Arte Moderno (IVAM) y se editó un catálogo retrospectivo de su obra.
Su obra será motivo de muestras en Berlín, Londres, París y Chicago, entre otros lugares. La obra de Larraín se encuentra en diversos museos y colecciones, como el MOMA de Nueva York o el Castillo de agua Laganne en Toulouse.

## Publicaciones
Su primer libro publicado fue El rectángulo en la mano en 1963, que acompañaba a una exposición que realizó en Santiago de Chile.
En 1968, con motivo de otra exposición en Lausana, publicó otro libro titulado Chile; sin embargo, su libro más importante fue Valparaíso, aparecido en 1991, mientras que su último libro, London, se publicó en 1998.
- Larraín, S.; Pablo Neruda (1991). Valparaíso. Vanves: Ediciones Hazan. ISBN 978-2850252587.
- Sergio Larraín. Valencia: Generalidad valenciana. 1999. ISBN 978-8448221867.
- Sergio Larraín. Biografía / estética / fotografía (2012). Escrito por Gonzalo Leiva Quijada. Editorial Metales Pesados. ISBN 9568415483